# Clifton Webb

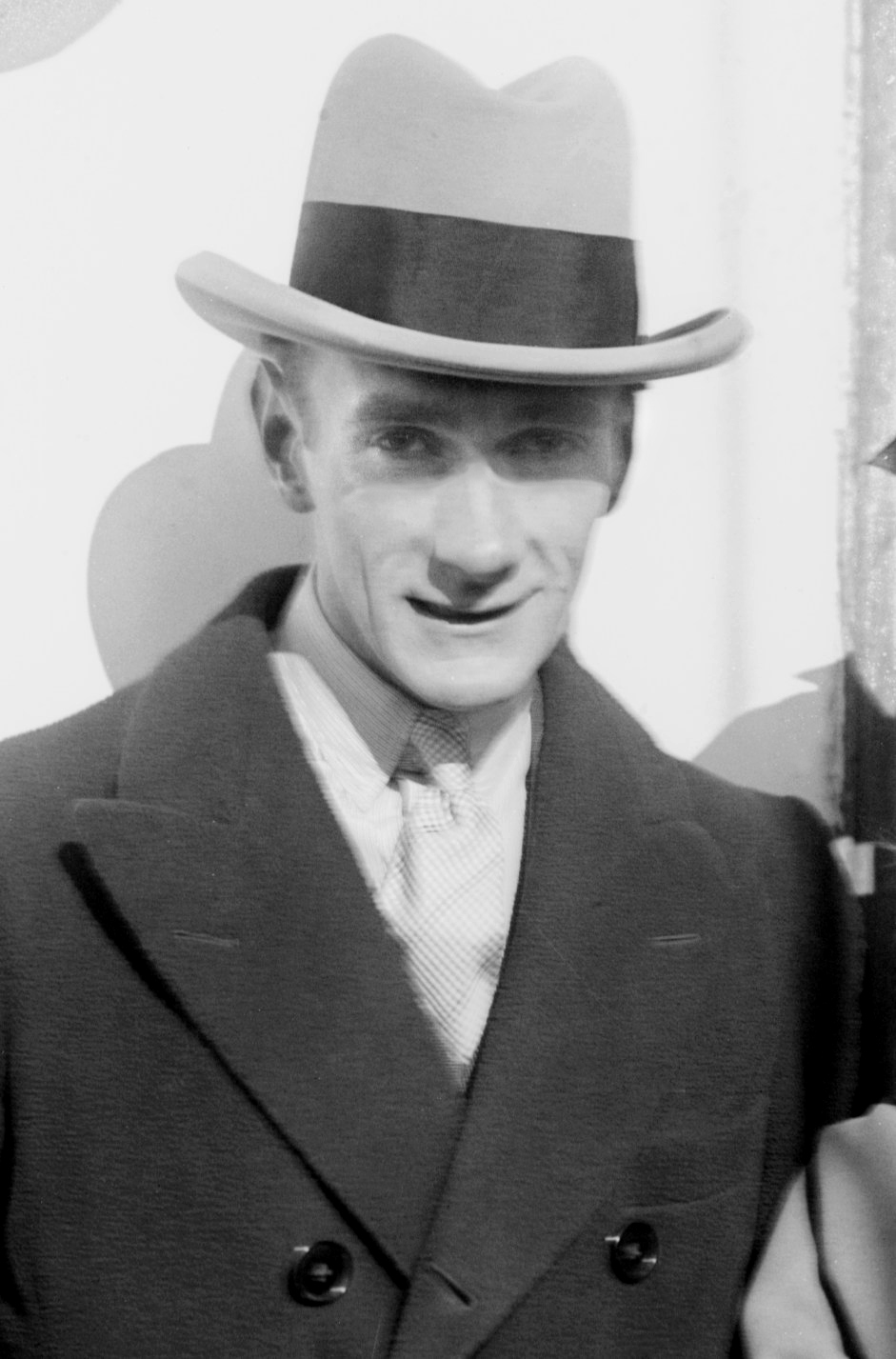
Clifton Webb în 1923

Clifton Webb (născut Webb Parmelee Hollenbeck la 19 noiembrie 1889 – d. 13 octombrie 1966) a fost un actor american de film.

## Filmografie (selecție)
- Laura (1944) -  Waldo Lydecker
- Pe muchie de cuțit (1946) - Elliott Templeton
- Omul care n-a existat niciodată (1956) - Ewen Montagu